# HMS Stalker (D91)
Авіаносець «Сталкер» (англ. HMS Stalker (D91)) - ескортний авіаносець США часів Другої світової війни типу «Боуг» (1 група, тип «Attacker»), переданий ВМС Великої Британії за програмою ленд-лізу.

## Історія створення
Авіаносець «Сталкер» був закладений 6 жовтня 1941 року на верфі «Western Pipe and Steel Company». Викуплений ВМС США і переобладнаний в авіаносець типу «Боуг» під назвою «USS Hamlin (CVE-15)». Спущений на воду 5 березня 1942 року. Переданий ВМС Великої Британії, вступив у стрій під назвою «Сталкер» 21 грудня 1942 року.

## Історія служби
Після вступу у стрій «Сталкер» використовувався як навчальний авіаносець.
У серпні 1943 року «Сталкер» прийняв авіагрупу і перейшов на Середземне море, де  прикривав десантну операцію поблизу Салерно (вересень 1943 року).
Потім корабель повернувся до Англії, де пройшов ремонт та підготував нову авіагрупу, після чого у травні 1944 року перейшов на Середземне море, де брав участь в десантній операції у Південній Франції (серпень 1944 року), завдавав ударів по берегових цілях в Егейському морі (вересень 1944 року).
Протягом грудня 1944 року - січня 1945 року авіаносець пройшов ремонт та модернізацію, після чого перейшов у Коломбо, де був включений до складу британського Східного флоту.
З квітня до кінця війни авіаносець брав участь у бойових діях біля берегів Бірми, Суматри, Нікобарських та Андаманських островів.
29 грудня 19458року авіаносець був повернутий США, де 20 березня 1946 року він був виключений зі списків флоту і проданий для переобладнання на торгове судно, яке отримало назву «Riouw» (у 1968 році перейменоване на  «Lobito»).
У 1975 році корабель був розібраний на метал на Тайвані.